# Folsomia decaxiophthalma
Folsomia decaxiophthalma är en urinsektsart som beskrevs av Ford 1962. Folsomia decaxiophthalma ingår i släktet Folsomia och familjen Isotomidae. Inga underarter finns listade i Catalogue of Life.